# Lazos de amor (canção)
"Lazos de Amor" é uma canção interpretada pela atriz e cantora mexicana Lucero. Serviu de música-tema para a telenovela de mesmo nome de 1995, em que Lucero foi a protagonista.

## Informações
"Lazos de Amor" tem duração de três minutos e 24 segundos e foi escrito por José Cantoral. Ela foi tocada pela primeira vez no primeiro capítulo da novela, exibido em 2 de Outubro de 1995 e posteriormente foi incluída na trilha sonora, juntamente com mais oito canções de álbuns anteriores de Lucero, uma versão instrumental e uma reggae da canção.

## Interpretações ao vivo
Lucero interpretou o tema musical durante o Prêmio Eres, o Prêmio El Heraldo e o Prêmio TVyNovelas em 1996. Ainda em 1996, Lucero interpretou durante sua apresentação no Auditório Nacional. Em 25 de Outubro de 2012, Lucero a interpretou em um medley das músicas-tema das novelas em que foi protagonista juntamente com "Dueña de tu Amor", "Mi Destino Eres Tú", "Los Parientes Pobres" e "Cuándo Llega el Amor" durante sua apresentação no Auditório Nacional. Essa apresentação posteriormente foi lançada em um álbum ao vivo, En Concierto, em 19 de Novembro de 2013.

## Outras versões
Na trilha sonora da novela, foram lançadas mais duas versões do tema musical: a instrumental e a reggae. Em 1996, foi lançada a versão remix da canção durante a 14ª edição do Prêmio TVyNovelas e foi incluída posteriormente em uma coletânea de músicas-tema das novelas do México. Em 2006, Lucero acabou gravando a canção em português, devido a exibição da trama no Brasil pelo SBT. A versão em português, "Laços de Amor", que é totalmente diferente da versão em espanhol, puxando mais para o lado da balada romântica, passou a ser executada durante a abertura da trama, substituindo o tema original. A canção acabou não sendo amplamente divulgada no Brasil na época, por conta da baixa audiência conquistada pela novela. "Lazos de Amor" foi a primeira de três canções-tema a ser regravada em português pela artista. A segunda foi "No Me Dejes Ir", de Por Ella... Soy Eva (2012), que foi exibida no Brasil em 2013, e a terceira foi "Dueña de tu Amor", de Soy tu Dueña (2010), exibida no país em 2015.

## Prêmios e indicações
Em 1996, a canção foi indicada ao Prêmio TVyNovelas na categoria "Melhor Tema Musical", porém foi derrotada pela canção "Tengo Todo Contigo" da novela La Dueña, interpretada por Alberto Ángel "El Cuervo".

## Charts
| Chart (1996)    | Posição |
| --------------- | ------- |
| Hot Latin Songs | 40      |
| Latin Pop Songs | 11      |
| México          | 5       |
| Costa Rica      | 10      |
| Colômbia        | 5       |
| Chile           | 10      |
| Guatemala       | 1       |
| Honduras        | 1       |
| Nicarágua       | 1       |
| Peru            | 1       |
| Venezuela       | 10      |